# 道格拉斯·亚当斯

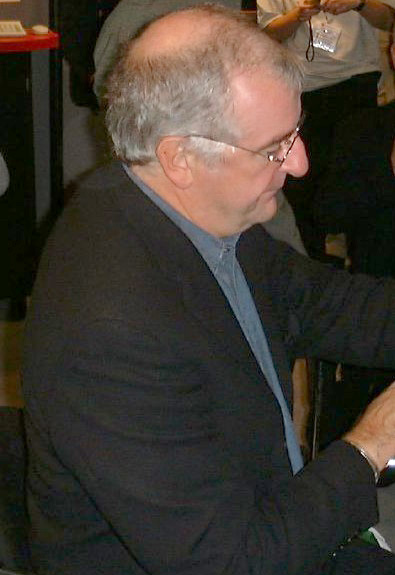
正在簽售作品的道格拉斯·亚当斯

道格拉斯·诺耶尔·亚当斯（英語：Douglas Noël Adams，1952年3月11日—2001年5月11日）是一位英国广播剧作家和音乐家，尤以《银河系漫游指南》系列作品出名。这部作品以广播剧起家，后来发展成包括五本书的“三部曲”，拍成电视连续剧。亚当斯逝世后还拍成电影。
除《银河系漫游指南》系列外亚当斯还参加了科幻电视连续剧《神秘博士》的拍摄工作，他写了其中的一些剧本。他的其它作品包括《Dirk Gently's Holistic Detective Agency》系列、与他人合作编写的两本《繁星似尘》和同样基于广播剧改写的《最后一眼》。亚当斯还是一位环境保护活动家，他喜欢快车、照相机、麦金塔电脑以及其它先进技术。在许多人还没有听说过电子邮件和Usenet的时候他就已经开始使用这些新技术了。
亚当斯自称为“极端无神论者”。在去世以前，他是一位非常受欢迎的演讲者，尤其是在科技和环保等题材方面。他在49岁时的早逝在科幻和奇幻社群中引起了极大的哀悼。

## 早年生活
亚当斯出生于英国剑桥，他的父母还有一个1955年出生的女儿。1957年他的父母离婚，他随母亲和妹妹搬到布伦特伍德的外婆家。亚当斯的外婆是皇家防止虐待动物协会的成员，在家里抚养受虐待的动物。在那里，亚当斯患上了花粉過敏症和哮喘。
1960年7月亚当斯父亲再婚，他因此而多了一个同父异母的妹妹；1964年母亲也再婚，亚当斯又多了两个同母异父的弟弟和妹妹。

## 教育和早期作品
亚当斯在布伦特伍德上学，他六岁时参加小学录取考试并獲得錄取。他在布伦特伍德学校从小学一直上到中学。小学时他在英语课上被英语教师列入自己所教过的写作最优秀的十名学生之一；这件事使得亚当斯终身不忘。亚当斯早年的一些作品在学校的杂志上发表；他的一封信和短篇故事发表在英国的一份男孩杂志上。亚当斯12岁时就已经長高到180公分，他最后长到了196公分。
1971年亚当斯写了一篇关于宗教诗歌的文章，在其中他把披头士乐队与威廉·布莱克联到一起；这篇优秀的文章使亚当斯获得了剑桥大学圣约翰学院的奖学金。他入院攻读英语文学。他很早就努力加入Footlights学生剧团，但是没有被接受。因此他与其他学生自组了一个剧团。此后他又争取加入Footlights，并受到西蒙·琼斯的支持。1974年他获得英语文学学士学位（后来又获得硕士学位）。
1974年亚当斯的一部早期作品在英国广播公司第二电视台上演，他的另一部作品在伦敦的一个剧院里上演。蒙提·派森（蒙提·派森的飛行馬戲團）的格雷厄姆·查普曼看到这部剧后开始与亚当斯短期合作；亚当斯写了蒙提派森中的一些小品和巨蟒和圣杯中的一个小品，亚当斯本人也在蒙提派森的一些节目中出现过。1977年亚当斯的一些广播小品被发表。
由于亚当斯一开始卖不出他的笑话和故事，他不得不以其它工作为生。他写作、表演，有时也导演戏剧小作品。他还做过医院门房、建筑工人、清扫过养鸡场、当过保镖，也写过电视剧剧本。
1979年亚当斯认识了约翰·劳埃德，两人合作写了多部电视连续剧的剧本。劳埃德也参加协作了《银河系漫游指南》最初广播剧的两辑。
广播连续剧《银河系漫游指南》成功后亚当斯成为英国广播公司的广播剧制片人。但是他在这个位置上只工作了半年就专心写作《神秘博士》的剧本去了。

## 《银河系漫游指南》
1977年亚当斯与英国广播公司第四站的制片人塞蒙·布瑞特一起创制的。亚当斯规划了首輯的内容以及一些可以在连续剧种使用的故事。
亚当斯本人回忆说《银河系漫游指南》是他在奥地利因斯布鲁克一个田野里喝醉了酒仰望星空时产生的。他说他当时带着一本《欧洲漫游指南》，但是在奥地利却无法与当地人沟通，因此有感而生。但是后来他又说他叙述这个故事的次数太多了，以至于他对在奥地利时的经历已经毫无记忆，而只记得他对此的叙述了。M·J·辛普森在他的亚当斯传记中根据一些迹象说这个故事可能是杜撰出来的：亚当斯很可能是在从欧洲大陆回到英国后才获得了这个灵感的。
约翰·劳埃德为广播剧的最后两辑贡献了一些故事，但是这些故事后来在小说和电视剧中大多被重写了。
广播剧的第一批于1978年三月到四月在英国播出，英国广播公司的第四台每周播送一辑。由于这部连续剧非常成功，他们又生产了一个五辑的续列，于1980年1月21日至1月25日又每日播送一辑。
在写广播剧的过程中显示出亚当斯很难遵守最后期限，别人必须逼他才能让他完成写作。比如在写《再见，谢谢鱼》时，编辑和他在旅馆套间里关了三个星期，亚当斯才得以完成这部小说。
《银河系漫游指南》的图书版本是后来许多其它版本的原型，其中包括电视连续剧、电脑游戏、漫画、插图版等。从1980年开始亚当斯多次赴美国洛杉矶试图完成一个电影版，他与多个好莱坞电影公司和可能的制片人协作。2001年他于加利福尼亚逝世时他还在试图与迪士尼一起完成一个电影版；2003年9月，这个电影版在亚当斯死后两年才得以完成。该剧剧本由卡雷·柯克帕特里克改写，2005年正式公映（在台灣放映時譯作《星際大奇航》）。
亚当斯去世后，《银河系漫游指南》系列剩下的书也被改编为广播连续剧；这些剧目最终于2005年5月和6月播出。
1984年1月12日，亚当斯因本书成为获得“金潘奖”的最年轻作者，此书也是潘图书出版的第一本达到百万销量的原创作品。

## 《神秘博士》
1978年亚当斯将他的《银河系漫游指南》首辑草稿寄给《神秘博士》的制片组，并获得了写一辑的许可。此前他还打算写一个电影剧本，后来这个故事被吸收进了《生命、宇宙及一切》。1979年亚当斯写了三辑《神秘博士》的剧本。
在《银河系漫游指南》和亚当斯写的《神秘博士》剧本之间互相有暗示；在他的《Dirk Gently's Holistic Detective Agency》和他写的《神秘博士》剧本之间也互相有暗示。
动物学家理查德·道金斯是亚当斯的热衷读者，他后来的夫人是《神秘博士》中的一位演员，两人是通过亚当斯介绍认识的。

## 音乐
亚当斯会左手弹吉他，到2001年逝世时他共收集了24台吉他。在1960年代，他还学过钢琴。音乐，尤其是披头士乐队、平克·弗洛伊德和普洛柯哈伦，对亚当斯的职业生活有很大的影响。

### 平克·弗洛伊德
在《银河系漫游指南》的广播剧中亚当斯直接使用了平克·弗洛伊德的音乐。
亚当斯的正式传记就使用了一首平克·弗洛伊德的歌的标题为题。亚当斯与平克·弗洛伊德的吉他手戴维·吉尔摩是好友。作为亚当斯的42岁生日礼物他在平克·弗洛伊德在伦敦的音乐会上登台演奏节奏吉他。吉尔摩也在亚当斯的葬礼上进行表演。
平克·弗洛伊德也是亚当斯作品中的一个摇滚乐团（宇宙里最响的摇滚乐团）的原型。

### 普洛柯哈伦
亚当斯与前卫摇滚乐团普洛柯哈伦的歌手、钢琴手和作歌人盖瑞·不鲁克是好朋友。亚当斯经常请不鲁克参加他举办的庆祝，两人也曾经一起登台表演。布鲁克在亚当斯的葬礼上也做了表演。
据亚当斯本人说《宇宙盡頭的餐廳》的标题是他在听普洛柯哈倫的一首歌的时候产生的。

### 其它音乐
亚当斯在他的作品中提及了不少其它音乐，比如一只老鼠说关于生命、宇宙及一切的最终问题是“一个人一生要走过多少条路？”这是鲍勃·迪伦的一首歌里的一句词。
《宇宙尽头的餐馆》是奉献给保罗·西蒙1980年的一张唱片的。
在《再见，并谢谢所有的鱼》里主人公阿瑟·邓特听困境乐团的歌并赞美其吉他手马克·诺弗勒。
埃尔维斯·普雷斯利也在亚当斯的书中出过场。
除现代摇滚音乐外亚当斯非常欣赏约翰·塞巴斯蒂安·巴赫，巴赫的音乐在《Dirk Gently's Holistic Detective Agency》中提供了一些细节。
亚当斯也非常喜欢披头士乐队，在《生命、宇宙及一切》中他提到保罗·麦卡特尼，在他的多部著作中他提到披头士乐队的歌和歌词。

## 电脑游戏
1984年亚当斯与Infocom公司一起编写了一个《银河系漫游指南》的文字冒险游戏。1986年他与卢卡斯艺界一起工作了一个星期来设计《迷宫》。后来他又与Infocom一起涉及了《官僚主义》。1999年Simon & Schuster公司出版了亚当斯的《星河舰队》。同年4月亚当斯创立了H2G2协同写作项目。
1990年亚当斯在一个电视报道中向公众介绍超文本系統。他虽然不是超文本系統的发明人，但是他是最早使用这个手段的人之一，他对超文本系統的普及的影响不可低估。同年蒂姆·伯纳斯-李在他的HTML中使用超文本系統。

## 个人信仰

### 宗教
亚当斯自称是“极端无神论者”，他使用这个词来强调他不是不可知论者。他在一次采访中说他确信世界上没有上帝，他看不到任何上帝的迹象。

### 环境主义
亚当斯是一位环保活动家，他为保护瀕危物種出力。为此他制作了广播节目《最后一眼》，在这个节目里他拜访罕见的物种如鴞鹦鹉。这个节目后来也改写成书。

### 科技
亚当斯非常热爱科技。虽然他一直到1982年才买了一份书写软件，但是他在1979年就做过这个考虑。据说1982年以前他觉得软件的术语不可理解和操作太困难。
在亚当斯逝世后出版的书《迷惑的塞蒙》中收录了多篇他关于科技的文章。
从1984年到他2001年逝世亚当斯一直是麦金塔电脑的热衷使用者。他还为麦金塔电脑做过广告。
亚当斯很早就开始使用电子邮件来与其他人合作和交换了。他也很早就开始使用Usenet。但是他在Usenet上常有人提出疑问问他到底是不是亚当斯，因此后来他离开了Usenet而建立了一个自己的讨论网站。

## 个人生活
1980年代初亚当斯曾短时间与一位已婚妇女有一段浪漫史，他将《生命、宇宙及一切》献给她。1981年两人分手后亚当斯通过朋友认识了简·贝尔森（Jane Belson）。两人于1991年11月25日结婚。1994年6月22日他们的女儿出生。直到1999年他们生活在伦敦。此后移居加利福尼亚州聖塔芭芭拉。亚当斯逝世后他的夫人和女儿迁回伦敦。

## 逝世
亚当斯在家里锻炼身体时患心肌梗塞逝世于聖塔芭芭拉。他被葬于伦敦北部。
亚当斯逝世后于2002年5月出版的《迷惑的塞蒙》中收录了他的许多短篇小说、小品文、书信和未完成的作品。其它亚当斯死后完成的项目包括他生前试图拍摄的《银河系漫游指南》的电影。